# Ma-kung
Ma-kung (tradiční znaky: 馬公; tongyong pinyin: Mǎgong; hanyu pinyin: Mǎgōng) je město v Čínské republice, leží na Pescadorském souostroví (澎湖群島). Ve správním systému Čínské republiky je hlavním městem okresu Pcheng-chu. Rozkládá se na ploše 33,99 km² a má 54 037 obyvatel (leden 2007).
V letech 1895 až 1945 byl Ma-kung (stejně jako zbytek Pescador) součástí Japonského císařství a Japonci jej nazývali Makó, což je japonské čtení týchž znaků 馬公.
Ve městě se nachází univerzita (國立澎湖科技大學) a letiště odbavující vnitrostátní lety (馬公機場; IATA: není; ICAO: RCQC).